# Brachyolene
Brachyolene – rodzaj chrząszczy z rodziny kózkowatych. 

## Zasięg występowania
Przedstawiciele tego rodzaju występują w Afryce od Wybrzeża Kości Słoniowej i Somalii na północy po RPA na południu.

## Systematyka
Do Brachyolene należy 10 gatunków:
- Brachyolene albosignata
- Brachyolene albostictica
- Brachyolene brunnea
- Brachyolene capensis
- Brachyolene flavolineata
- Brachyolene nigrescens
- Brachyolene ochreosignata
- Brachyolene picta
- Brachyolene pictula
- Brachyolene seriemaculata